# إدغار مانوشاريان
إدغار مانوشاريان (أرمني: Էդգար Մանուչարյան، من مواليد 19 يناير 1987) هو لاعب كرة قدم أرمني يلعب قدماً. وقد لعب بشكل ملحوظ لأياكس أمستردام.

## وظيفة النادي

### اياكس
في أوائل ديسمبر 2004، انضمت مانوشاريان إلى اياكس امستردام. في 14 ديسمبر، شارك في مباراة ودية ضد نادي برشلونة الإسباني يلعب 14 دقيقة قبل أن يعاني من إصابة في القدم. كما تم الكشف لاحقاً في الفحص الطبي، فقد خرقت مانوشاريان عظام مشط القدم في ساقه اليمنى. في نفس اليوم عين اتحاد كرة القدم في أرمينيا مانوشاريان أفضل لاعب في أرمينيا في عام 2004 في دراسة أجريت بين الصحفيين. بعد الإصابة، لم يوقع أياكس عقدا مع مانوشاريان على الفور ولكن في يوليو 2005، انضم إلى عقد مدته ثلاث سنوات مع اياكس لدفع بايونك 100,000 دولار.
سجل مانوشاريان هدفه الأول لأياكس في 18 -0 قبل بداية الموسم على الهولندي. صنع مانوشاريان أياكس وأول مرة في الدوري الهولندي في 18 سبتمبر 2005 في هزيمة 4-2 إلى AZ الكمار قادم من مقاعد البدلاء في الدقيقة 84 في مكان المهاجم ريان بابل  في موسم 2005-06، لعب ما مجموعه أربع مباريات في البطولة  وفاز بكأس KNVB. كما شارك في بطولة أمستردام في عام 2006، حيث شارك كبديل أمام إنتر ميلان، وشارك في التشكيلة الأساسية لمانشستر يونايتد. بعد المباراة، كلا أولمبيك ليوني وإس. أظهر بنفيكا الاهتمام باللاعب. ومع ذلك، في 16 مارس 2007 تم تمديد عقده حتى عام 2008 حتى 30 يونيو 2011.
في موسم 2006-2007، نادرا ما دخلت مانوشاريان إلى فريق الفريق الأول وأصيب في كثير من الأحيان. لعب معظمها لفريق الشباب، جونغ اجاكس. في 2 نوفمبر 2006، سجل مانوشاريان هدفه الرسمي الأول لأياكس في الفوز 3-0 على النمساوي FK النمسا فيينا خلال موسم كأس 2007 UEFA. بعد أن جاء كبديل في الدقيقة 57، سجل بعد 8 دقائق. في 22 يوليو 2006، شارك مانوتشاريان في مباراة ودية ضد نادي آرسنال الإنكليزي، والذي أقيم في ملعب الإمارات الجديد. كانت المباراة هي مباراة الوداع لديسن بيركامب، اللاعب السابق لأياكس وأرسنال. تقدم مانوشاريان المساعدة لكلاس يان هونتيلار، الذي سجل أول هدف على الإطلاق في ملعب الإمارات الجديد. في أوائل مارس 2007، مدد عقده حتى 2011،  وفي مايو فاز بكأس KNVB الثاني.
في موسم 2007-08، لم يشارك مانوشاريان في مباراة واحدة للفريق الأول تحت قيادة المدرب الجديد أدري كوستر، على الرغم من كونه في حالة ممتازة، وعزف باستمرار لفريق الشباب، بينما كان يتأثر بإصابات طفيفة. في مايو 2008، أعرب مانوشاريان عن رغبته في مغادرة الفريق. في يونيو 2008، تم الإعلان عن مانوشاريان وخمس لاعبين آخرين في أياكس للفائض من المتطلبات.

### هارلم وأبلدورن
في 6 أغسطس 2009، ذهب مانوشاريان على سبيل الإعارة لنادي هارلم من الدرجة الأولى الهولندية. تم حساب مدة عقد الإيجار لمدة سنة واحدة. في اليوم التالي، في 7 أغسطس، ظهر لأول مرة للفريق في مباراة الدور الأول ضد SC فيندام. حل المدافع فرانك كارمانا، مانوتشاريان من على مقاعد البدلاء في الدقيقة 58 في حين خسر هارلم في النهاية 1-06 في المنزل. سجل مانوشاريان هدفه الأول للنادي في 26 سبتمبر 2009 ضد إف سي دن بوش. خلال الأشهر الستة التالية التي قضاها في بطولة الدوري الإيراني، لعب 17 مباراة وسجل 6 أهداف لصالح هارلم. في 25 يناير 2010، أعلنت هارلم الإفلاس. لم يتمكن النادي من العثور على مستثمر يرغب في تحمل ديون النادي. كواحد من ستة لاعبين من أياكس انضموا إلى هارلم على سبيل الإعارة، عاد مانوشاريان لفترة وجيزة إلى أجاكس. بعد بضعة أيام، في 3 فبراير، ذهب إدجار على سبيل الإعارة إلى AGOVV أبلدورن، الذي كان يدربه لاعب فان أياكس السابق جون فان دن بروم. تميزت مباراة مانوتشاريان الأولى للنادي بالهدف، مما ساهم في فوز فريقه 0-1 في مباراة الدوري خارج ملعبه ضد فولفندام. بعد أسبوع، في 19 فبراير، سجل ثلاثة أهداف في مباراة ضد SBV اكسلسر.

### العودة إلى بايونيك
في يوليو 2010، في نهاية موسم 2009-10، وافق مانوشاريان وأجكس على إنهاء عقده صالح حتى صيف عام 2011. بعد أن أصبح وكيلًا مجانيًا، انضم إلى ناديه السابق بيونيك يريفان لتوقيع عقد لمدة ستة أشهر. ظهر لأول مرة في مباراة الإياب من الدور الثاني من تصفيات دوري أبطال أوروبا 2010-2011 مع بارتيزان بلغراد. خسر بيونيك المباراة 1-0 في ملعبه، ليحقق بذلك فوزاً بنتيجة 4-1 لصالح بارتيزان. على الصعيد المحلي، ساهمت مانوشاريان بخمسة أهداف في الدوري الأرميني الممتاز عام 2010 حيث فاز بايونك بالدوري الوطني بفارق نقطة واحدة عن بناتس. بعد انتهاء عقده، أصبح مانوشاريان وكيلاً مجانياً ومعه النادي الكرواتي FC كارباتي لفيف يظهر اهتمامه بالتعاقد معه. كان من المقرر أن يطير إلى المدينة،  لكن لم يحدث التوقيع ، وغادر مانوشاريان بدلاً من ذلك لمعسكر تدريب بيونيك في سوتشي قبل توقيع عقد لمدة ثلاث سنوات مع النادي.
في منتصف أغسطس 2011، تم إقراضه إلى الأورال سفيردلوفسك أوبلاست على إيجار لمدة عام واحد. لعب مانوشاريان خمس مباريات فقط وسجل ثلاثة أهداف وتقديم مساعدة واحدة.

### الأورال سفيردلوفسك أوبلاست
في 17 يوليو 2012، وقعت شركة مانوشاريان عقدًا لمدة عامين مع الأورال سفيردلوفسك أوبلاست. في 1 أبريل 2013، سجل أول هدفين له في مباراته السابعة للنادي، بفوزه 2-0 على توم تومسك.
غادر الأورال بعد انتهاء عقده في نهاية موسم 2017-2017.

## أهداف دولية
اعتبارا من المباراة التي لعبت 28 مايو 2016. درجة أرمينيا المدرجة أولا، يشير العمود النتيجة النتيجة بعد كل هدف مانوشاريان.
| 1 | 4 يونيو 2005  | ملعب فازجين سركسيان الجمهوري، يريفان، أرمينيا  | 6  | مقدونيا   | 1-2 | 1-2 | 2006 كأس العالم كوب التأهل لكأس العالم 2006 FIFA |   |   |                |                                               |    |          |     |     |      |   |   |               |                                                |    |           |     |     |          |   |              |                                                        |    |           |     |     |      |
| 2 | 26 مارس 2008  | SPORTPARK دي Loswal، برنيس، هولندا             | 14 | كازاخستان | 1-0 | 1-0 | دية                                              |   |   |                |                                               |    |          |     |     |      |   |   |               |                                                |    |           |     |     |          |   |              |                                                        |    |           |     |     |      |
| 3 | 25 مايو 2010  | فازجين سركسيان الجمهوري استاد، يريفان، أرمينيا | 19 | أوزبكستان | 2-0 | 3-1 | [اللعبة [معرض # رابطة كرة القدم \| دية]]         |   |   |                |                                               |    |          |     |     |      |   |   |               |                                                |    |           |     |     |          |   |              |                                                        |    |           |     |     |      |
| 4 | 3–0           |                                                |    |           |     |     |                                                  |   |   |                |                                               |    |          |     |     |      |   |   |               |                                                |    |           |     |     |          |   |              |                                                        |    |           |     |     |      |
| 5 | 7 سبتمبر 2010 | فيليب الثاني الساحة، سكوبي، مقدونيا            | 22 | مقدونيا   | 2-1 | 2-2 | كأس الأمم الأوروبية 2012 تأهيل                   |   |   |                |                                               |    |          |     |     |      |   |   |               |                                                |    |           |     |     |          |   |              |                                                        |    |           |     |     |      |
| 6 | 9 فبراير 2011 | ملعب Tsirion، ليماسول، قبرص                    | 25 | جورجيا    | 1-2 | 1-2 | دية                                              | - | 7 | 14 نوفمبر 2012 | فازجين ملعب سركسيان الجمهوري، يريفان، أرمينيا | 34 | ليتوانيا | 1-0 | 4-2 | ودية | - | 8 | 5 فبراير 2013 | ملعب يوسي بارثيل، لوكسمبورغ المدينة، لوكسمبورغ | 35 | لوكسمبورغ | 1-1 | 1-1 | ودية\| - | 9 | 29 مايو 2016 | هوم ديبت سنتر، لوس أنجلوس.، الولايات المتحدة الأمريكية | 48 | غواتيمالا | 2-1 | 7-1 | ودية |

## روابط خارجية
- إدغار مانوشاريان على موقع الاتحاد الدولي (مؤرشف)  (الإنجليزية)
- إدغار مانوشاريان على موقع الاتحاد الأوربي (الإنجليزية)
- إدغار مانوشاريان على موقع قاعدة بيانات كرة القدم.إي يو (الإنجليزية)
- إدغار مانوشاريان على موقع بيانات كرة القدم. دي إي (الألمانية)
- إدغار مانوشاريان على موقع ناشيونال فوتبول تيمز (الإنجليزية)
- إدغار مانوشاريان على موقع Soccerway.com (الإنجليزية)
- إدغار مانوشاريان على موقع عالم كرة القدم.نت (الإنجليزية)